# Crack!
Crack!，是香港女歌手鍾柔美於2024年推出的粵語單曲（含英語詞），由Y.Siu、Paula Au作曲，T-rexx填詞。

## 創作與製作
TVB Music Group旗下廠牌愛爆音樂的少女歌手鍾柔美，擅長跳唱，形象路線則偏向斯文可愛風格。此歌亦是她所擅長舞曲，歌名 「Crack」意指「爆裂的聲音」，引伸為打破框架，破繭蛻變，釋放自我一類的意思，亦即歌詞的主題。副歌歌詞不斷重覆「Break」（突破）與「Pick」（自我選擇）兩個英語詞。填詞人T-rexx指出，他採用了略為「Bitchy」的用字，以圖打破女孩例必斯文溫柔的傳統形象。

## 音樂影片
音樂影片交替展示鍾柔美的跳唱片段與一段愛情故事。舞蹈編排由最初傳統而範式的舞步，逐漸轉為即興風格（freestyle），以表達歌詞中放飛自我的想法。相對於鍾柔美過往的歌曲，較有狂野、反叛、奔放的味道。
片中的故事亦由鍾柔美親自演出，並伙拍與她年齡相若的男性模特兒賴博文（Owen），合演一對年輕情侶，講述鍾柔美飾演的自信女孩主動向賴博文展開追求，其中有兩人在漫畫店互餵波板糖的情節。片中有一段女方在雨中向男方送上雨傘，身旁朋友為之起哄的情節，是鍾柔美拍攝時憶起中學同學的近似經歷，臨時建議加入。

## 發行
Crack!約於2024年6月17日至20日期間由愛爆音樂派至各電台，同日在各音樂串流平台數碼發售，及在YouTube上載官方音樂影片。

## 派台榜單成績
| 週數 | 香港                         | 香港                          | 香港                  | 香港         |
| 週數 | 商業電台 叱咤903 903專業推介 | 香港電台第二台 中文歌曲龍虎榜 | 新城知訊台 勁爆流行榜 | TVB 勁歌金榜 |
| 週數 | 名次                         | 名次                          | 名次                  | 名次         |
| ---- | ---------------------------- | ----------------------------- | --------------------- | ------------ |
| 27   | -                            | 20                            | 19                    | -            |
| 28   | -                            | 11                            | 15                    | 17           |
| 29   | -                            | 6                             | 12                    | 11           |
| 30   | -                            | 2                             | 9                     | 6            |
| 31   | -                            | 11                            | 2                     | 1            |
| 32   | -                            | 12                            | -                     | -            |

## 備註
1. ↑  當指「學習全力摺埋」一類語句。